# Garven Metusala
Garven-Michée Metusala (Terrebonne, 31 dicembre 1999) è un calciatore canadese naturalizzato haitiano, difensore dei Colorado Springs Switchbacks e della nazionale haitiana.

## Carriera

### Club
Nato a Terrebonne, nel suo percorso giovanile milita dal 2013 al 2016 al Montréal Impact; dopo una parte di carriera di livello semiprofessionistico trascorsa nella Première Ligue de Soccer du Québec, nel draft del 2021 si trasferisce al Forge.
Il 27 giugno seguente sigla il suo primo contratto professionistico e quattro giorni più tardi debutta nel match di Canadian Premier League perso 2-0 contro il Valour.

### Nazionale
Nel 2022 ha esordito con la nazionale maggiore haitiana.
Ha partecipato alla CONCACAF Gold Cup 2023.

## Statistiche

### Presenze e reti nei club
Statistiche aggiornate al 18 aprile 2022.
| Stagione        | Squadra         | Campionato      | Campionato | Campionato | Coppe nazionali | Coppe nazionali | Coppe nazionali | Coppe continentali | Coppe continentali | Coppe continentali | Altre coppe | Altre coppe | Altre coppe | Totale | Totale | Totale |
| Stagione        | Squadra         | Comp            | Pres       | Reti       | Comp            | Pres            | Reti            | Comp               | Pres               | Reti               | Comp        | Pres        | Reti        | Pres   | Reti   |        |
| --------------- | --------------- | --------------- | ---------- | ---------- | --------------- | --------------- | --------------- | ------------------ | ------------------ | ------------------ | ----------- | ----------- | ----------- | ------ | ------ | ------ |
| 2018            | St-Hubert       | PLSQ            | 18         | 0          |                 | -               | -               |                    | -                  | -                  |             | -           | -           | 18     | 0      |        |
| 2019            | Fabrose         | PLSQ            | 11         | 0          |                 | -               | -               |                    | -                  | -                  |             | -           | -           | 11     | 0      |        |
| 2020            | Fabrose         | PLSQ            | 1          | 0          |                 | -               | -               |                    | -                  | -                  |             | -           | -           | 1      | 0      |        |
| Totale Fabrose  | Totale Fabrose  | Totale Fabrose  | 12         | 0          |                 | 0               | 0               |                    | 0                  | 0                  |             | -           | -           | 12     | 0      |        |
| 2020            | Blainville      | PLSQ            | 4          | 0          |                 | -               | -               |                    | -                  | -                  |             | -           | -           | 4      | 0      |        |
| 2021            | Forge           | PL              | 25         | 2          | CC              | 1               | 0               | CCL                | 6                  | 0                  |             | -           | -           | 32     | 2      |        |
| 2022            | Forge           | PL              | 2          | 0          | CC              | 0               | 0               | CCL                | 2                  | 0                  |             | -           | -           | 4      | 0      |        |
| Totale Forge    | Totale Forge    | Totale Forge    | 27         | 2          |                 | 1               | 0               |                    | 8                  | 0                  |             | -           | -           | 36     | 2      |        |
| Totale carriera | Totale carriera | Totale carriera | 61         | 2          |                 | 1               | 0               |                    | 8                  | 0                  |             | -           | -           | 70     | 2      |        |

## Palmarès

### Club

#### Competizioni nazionali
- Canadian Premier League: 2

Forge: 2022, 2023